# Boley
Boley – miasto w Stanach Zjednoczonych, w stanie Oklahoma, w hrabstwie Okfuskee.